# Norder-Gråssjön
Norder-Gråssjön är en sjö i Åre kommun i Jämtland och ingår i Indalsälvens huvudavrinningsområde. Sjön har en area på 1,57 kvadratkilometer och ligger 640,1 meter över havet. Sjön avvattnas av vattendraget Visjöån.

## Delavrinningsområde
Norder-Gråssjön ingår i det delavrinningsområde (703608-132830) som SMHI kallar för Utloppet av Norder-Gråssjön. Medelhöjden är 674 meter över havet och ytan är 11,6 kvadratkilometer. Det finns ett avrinningsområde uppströms, och räknas det in blir den ackumulerade arean 27,56 kvadratkilometer. Visjöån som avvattnar avrinningsområdet har biflödesordning 3, vilket innebär att vattnet flödar genom totalt 3 vattendrag innan det når havet efter 408 kilometer. Avrinningsområdet består mestadels av skog (60 procent) och sankmarker (27 procent). Avrinningsområdet har 1,57 kvadratkilometer vattenytor vilket ger det en sjöprocent på 13,5 procent.